# Cząstków (powiat koniński)
Cząstków – wieś w Polsce, położona w województwie wielkopolskim, w powiecie konińskim, w gminie Kazimierz Biskupi.
| SIMC    | Nazwa    | Rodzaj    |
| ------- | -------- | --------- |
| 0285770 | Wierzchy | część wsi |

Przedwojenny majątek w Cząstkowie należał do Jana Nepomucena Godlewskiego. 
W latach 1975–1998 miejscowość należała administracyjnie do województwa konińskiego.